# Voeltzkowia petiti
Voeltzkowia petiti är en ödleart som beskrevs av Fernand Angel 1924. Voeltzkowia petiti ingår i släktet Voeltzkowia och familjen skinkar. IUCN kategoriserar arten globalt som nära hotad.
Artens utbredningsområde är sydvästra Madagaskar. Inga underarter finns listade i Catalogue of Life.